# Regarde-moi (teste-moi, déteste-moi)
Singles de Priscilla
Bla bla bla
(2002) Tchouk tchouk musik
(2003)
Clip vidéo
[vidéo] « Regarde-moi (teste-moi, déteste-moi) (audio) », sur YouTube
Regarde-moi (teste-moi, déteste-moi) est une chanson de la chanteuse française Priscilla extraite de son deuxième album, Priscilla.
C'est une de ses chansons les plus connues,,,,.
Le titre sort en single en décembre 2002, dans la même semaine que l'album qui le contient. L'album débute à la 127e place en France, et la chanson à la 62e place,.

## Liste des titres
| 1. | Regarde-moi (teste-moi, déteste-moi)                | 3:27 |
| 2. | Prissou                                             | 4:15 |
| 3. | Regarde-moi (teste-moi, déteste-moi) (Instrumental) | 3:27 |

## Classements
| Classement (2002)                       | Meilleure position |
| --------------------------------------- | ------------------ |
| Belgique (Wallonie Ultratop 50 Singles) | 9                  |
| France (SNEP)                           | 5                  |
| Suisse (Schweizer Hitparade)            | 81                 |

## Certifications
| Région                                                                                                 | Certification | Ventes/Streams |
| --- | ------------- | -------------- |
| France (SNEP)                                                                                          | Or            | 250 000*       |
| *Ventes selon la certification ^Mise en rayon selon la certification xNon précisé par la certification |               |                |